# Họ Lạc đà bồng
Họ Lạc đà bồng (danh pháp khoa học: Peganaceae) là một họ được ghi nhận như là tùy chọn tách ra từ họ Nitrariaceae trong hệ thống APG II năm 2003, nhưng không được công nhận trong hệ thống APG III năm 2009 và các chi của họ này được gộp vào họ Nitrariaceae nghĩa rộng.
Họ này khi được công nhận sẽ bao gồm 5-7 loài cây thân thảo có hoa lưỡng tính và quả nang hay quả mọng, phân bố trong 2 chi. Khu vực sinh sống là khu vực từ ven Địa Trung Hải tới Mông Cổ, Nga, Trung Quốc cũng như có ở miền nam Hoa Kỳ và Mexico.

## Các chi
- Malacocarpus: Chi này đôi khi có thể coi là đồng nghĩa của Peganum. 1 loài
  - Malacocarpus crithmifolius (đồng nghĩa Peganum crithmifolium): Trung Á.
- Peganum: Khoảng 4-6 loài.
  - Peganum harmala: Từ ven Địa Trung Hải kéo dài về phía đông tới Ấn Độ và Trung Quốc, Mông Cổ, Nga. Tên gọi trong tiếng Trung là lạc đà bồng (骆驼蓬).
  - Peganum mexicanum: Mexico
  - Peganum nigellastrum: Trung Quốc, Mông Cổ, Nga. Tên gọi trong tiếng Trung là lạc đà hao (骆驼蒿).
  - Peganum rothschildianum: Tunisia
  - Peganum texanum: miền nam Bắc Mỹ